# Prokyon
Prokyon (α Canis Minoris, Alfa Canis Minoris, α CMi), dle IAU je oficiální jméno Procyon, je nejjasnější hvězda v souhvězdí Malého psa a osmá nejjasnější hvězda na obloze. Tvoří vrchol zimního šestiúhelníku.
Jméno pochází z řeckého προκύον (Prokyōn), což znamená Vycházející před psem. Prokyon totiž vychází před psí hvězdou Sírius ve směru rotace noční oblohy na Zemi (Prokyon má totiž větší rektascenzi a severnější deklinaci než Sírius, což znamená že v severních zeměpisných šířkách nad horizont vystoupí dříve než Sírius). O Prokyonu se zmiňují i starověké knihy a znali ho Babyloňané i Egypťané.
Prokyon je jedna z nejbližších hvězd ke Slunci, je vzdálený jen 3,5 pc (11,45 ly). Jeho paralaxa je 0,286" a absolutní magnituda 2,8. Podobně jako Sírius je to spektroskopická dvojhvězda – hlavní hvězdu Prokyon A (žlutá hvězda hlavní posloupnosti) obíhá Prokyon B (bílý trpaslík) vzdálená asi 122".
Díky vzdálenosti od Slunce pouze 11,45 ly svítí na obloze velice jasně. Z historických záznamů se domníváme, že hvězda měnila v průběhu staletí svoji barvu.[zdroj?] Prokyon také vykazuje malé známky ve změně jasnosti, které jsou způsobeny povrchovými útvary, jako jsou hvězdné skvrny.